# 水野忠実 (鶴牧藩主)
水野 忠実（みずの ただみつ、寛政4年6月26日（1792年8月13日） - 天保13年1月29日（1842年3月10日））は上総鶴牧藩の第2代藩主。忠位系水野家5代。
出羽庄内藩主酒井忠徳の次男。正室は島津忠厚の娘（島津重豪の養女）、継室は牧野忠精の四女。子は水野忠順（次男）。官位は従五位下。甲斐守。壱岐守。
先代藩主・水野忠韶の養子となり、文政11年（1828年）にその跡を継ぐ。幕閣では奏者番・大御所付若年寄などを歴任する。天保3年（1832年）、水野家が転封すると聞きつけた村民が転封反対の騒動を起したことなどから窺われるように、領民にたいへん慕われていた名君であった。天保13年（1842年）に死去し、次男の忠順が跡を継いだ。

## 系譜
父母
- 酒井忠徳（実父）
- 水野忠韶（養父）

正室、継室
- 竝 - 島津重豪の養女、島津忠厚の娘（正室）
- 釧姫 - 牧野忠精の四女

子女
- 水野忠順（次男）